# 井上ねね
井上 ねね（いのうえ ねね、1995年6月28日 - ）は、島根県松江市出身の女子フットサル選手。ポジションはゴールキーパー。

## 来歴
JFAアカデミー福島に所属していた2012年9月に、U-17女子ワールドカップに臨むU-17日本代表に選出された。大会ではグループステージ3試合目のメキシコ戦にフル出場した。
その後、日本体育大学に進学。2015年夏季ユニバーシアードの日本代表に選出された。

## 代表歴
- U-17日本代表
  - 2012 FIFA U-17女子ワールドカップ; ベスト8（1試合出場）
- ユニバーシアード日本代表
  - 2015年夏季ユニバーシアード; 3位